# Zawada Nowa
Zawada Nowa (prononciation : [zaˈvada ˈnɔva]) est un village polonais de la gmina de Policzna dans le powiat de Zwoleń de la voïvodie de Mazovie dans le centre-est de la Pologne.
Il se situe à environ 19 kilomètres au nord-est de Zwoleń (siège du powiat) et 95 kilomètres au sud-est de Varsovie (capitale de la Pologne).

## Histoire
De 1975 à 1998, le village appartenait administrativement à la voïvodie de Radom.